# Rehema (película)
Rehema es una película ugandesa dirigida por Allan Manzi, basada en un guion de Usama Mukwaya. Está protagonizada por Juliet Zansaanze, Raymond Rushabiro e Ismael Ssesanga. Se estrenó en el 38.º Festival Internacional de Cine de Durban en Sudáfrica. Tuvo una proyección especial en la cuarta edición del Festival de Cine Euro-Uganda el 17 de junio de 2018, cortesía del British Council.

## Sinopsis
Rehema (Juliet Zansaanze) está enamorada de Sula (Ismael Ssesanga) pero en secreto tanto su tío (Raymond Rushabiro) como su abuelo están conspirando para casarla con un hombre mayor por dinero. Ella se niega fuertemente a cumplir con el matrimonio, pero ocurre un accidente fatal mientras pelea con su tío. Rehema es enviada a prisión por asesinato y tendrá que enfrentarse a la justicia.

## Elenco
- Juliet Zansaanze como Rehema
- Raymond Rushabiro como Hakim
- Ismael Ssesanga como Sula
- Eddy Mulindwa como Mzee
- Allen Musumba como amigo
- Veronica Nakayo como consejera

## Producción
La fotografía principal comenzó a principios de 2016.

## Premios y nominaciones

### Ganador
- 2017: Mejor cortometraje, Festival de Cine de Uganda[6]

### Nominado
- 2017: Mejor cortometraje, 7º Festival Internacional de Cine Pearl[7][8][9]
- 2018: Mejor cortometraje, Festival Internacional de Cine de Amakula[10]
- 2018: Mejor cortometraje, Viewer's Choice Movie Awards[11]
- 2018: Diseño de vestuario, Meron Getnet
- 2018: Mejor actriz en los premios Viewer's Choice Movie Awards
- 2018: Mejor cortometraje, Festival de Cine de Nador[12]